# Baeotendipes noctivaga
Baeotendipes noctivaga är en tvåvingeart som först beskrevs av Jean-Jacques Kieffer 1911.  Baeotendipes noctivaga ingår i släktet Baeotendipes och familjen fjädermyggor. Inga underarter finns listade i Catalogue of Life.